# Carlo Baccarini (calciatore)
Carlo Baccarini (Hayange, 11 novembre 1922 – Perugia, 15 agosto 2000) è stato un calciatore e allenatore di calcio italiano nato in Francia, di ruolo difensore.

## Carriera
In gioventù ha militato nel Sansepolcro. Ha poi speso la sua carriera tra Reggiana e Catania, con cui ha esordito in Serie A (2 presenze). Giocava come terzino e con Varo Bravetti formò una coppia famosissima negli anni cinquanta.

## Statistiche

### Presenze e reti nei club
| Stagione  | Club     | Campionato | Campionato | Campionato |
| Stagione  | Club     | Comp       | Pres       | Reti       |
| --------- | -------- | ---------- | ---------- | ---------- |
| 1947-1948 | Gubbio   | B          | 28         | ?          |
| 1949-1950 | Reggiana | B          | 1          | 0          |
| 1950-1951 | Catania  | B          | 19         | 0          |
| 1951-1952 | Catania  | B          | 38         | 0          |
| 1952-1953 | Catania  | B          | 31         | 0          |
| 1953-1954 | Catania  | B          | 32         | 0          |
| 1954-1955 | Catania  | A          | 2          | 0          |

## Palmarès

### Giocatore

#### Competizioni nazionali
- Serie B: 1

Catania: 1953-1954

### Allenatore

#### Competizioni nazionali
- Campionato Dilettanti: 1

Gubbio: 1957-1958